# Großsteingrab Woltersburg
Das Großsteingrab Woltersburg war eine megalithische Grabanlage der jungsteinzeitlichen Trichterbecherkultur bei Woltersburg, einem Ortsteil von Uelzen im Landkreis Uelzen (Niedersachsen). Es wurde im 19. Jahrhundert zerstört. Das Grab befand sich nordöstlich des Ortes. Es wurde in den 1840er Jahren durch Georg Otto Carl von Estorff dokumentiert, aber nicht näher beschrieben. Über Ausrichtung, Maße und Grabtyp liegen keine Informationen vor. Aus der Kartensignatur geht lediglich hervor, dass es ein rechteckiges Hünenbett besessen hatte.